# Vincent Clerc
Vincent Clerc (* 7. Mai 1981 in Échirolles, Département Isère) ist ein ehemaliger französischer Rugbyspieler, der auf der Position des Außendreiviertels spielte.

## Leben
Clerc begann seine Karriere beim FC Grenoble. 2002 wechselte er zu Stade Toulousain, wo er auch heute noch spielt. Am 9. November 2002 spielte er erstmals für die französische Rugby-Union-Nationalmannschaft gegen Südafrika und war Teil des Aufgebots für die Rugby-Union-Weltmeisterschaft 2007.
Zu seinen größten Erfolgen zählen die Siege im Heineken Cup 2003, 2005 und 2010 mit Stade Toulousain und der Gewinn des Sechs-Nationen-Turniers 2004 und 2007.
Im April 2008 verletzte sich Clerc schwer am Knie und fiel für mehrere Monate aus. Er kehrte im Dezember zurück und wurde für die Six Nations 2009 nominiert. Er nahm auch an der Weltmeisterschaft 2011 teil, bei der er einer der erfolgreichsten französischen Scorer war.